# Grand Prix-seizoen 1900
Het Grand Prix-seizoen 1900 was het eerste Grand Prix-jaar waarin de Gordon Bennett Cup werd verreden. Het seizoen begon op 18 februari en eindigde op 10 september na 17 races.

## Kalender
| Datum                   | Land             | Racenaam                              | Circuit                            | Winnaar            | Constructeur     | Verslag |
| ----------------------- | ---------------- | ------------------------------------- | ---------------------------------- | ------------------ | ---------------- | ------- |
| 18 februari             | Frankrijk        | Koers van Catalogue                   | Publieke wegen                     | Léonce Girardot    | Panhard          | verslag |
| 25 februari             | Frankrijk        | Circuit van het Zuidwesten            | Pau                                | René de Knyff      | Panhard          | verslag |
| 26 maart                | Frankrijk        | Nice-Marseille-Nice                   | Publieke wegen                     | René de Knyff      | Panhard          | verslag |
| 18 april                | Verenigde Staten | Stratenrace van Long Island           | Springfield                        | Andrew L. Riker    | Riker            | verslag |
| 23 april                | Italië           | Turijn-Pinerolo-Saluzzo-Cuneo-Turijn  | Publieke wegen                     | Cuchelet           | Peugeot          | verslag |
| 28 april                | Italië           | Turijn-Asti                           | Publieke wegen                     | "Casore"           | Fiat             | verslag |
| 13 mei                  | Duitsland        | Mannheim-Pforzheim-Mannheim           | Publieke wegen                     | Fritz Held         | Benz             | verslag |
| 28 mei                  | Italië           | Bologna-Corticella-Malalbergo-Bologna | Publieke wegen                     | Lorenzo Ginori     | Bolide           | verslag |
| 1-2 juni                | Oostenrijk       | Salzburg-Linz-Wenen                   | Publieke wegen                     | Richard von Stern  | Daimler          | verslag |
| 3-4 juni                | Frankrijk        | Bordeaux-Périgueux-Bordeaux           | Publieke wegen                     | "Levegh"           | Mors             | verslag |
| 14 juni                 | Frankrijk        | Gordon Bennett Cup                    | Parijs-Lyon (Publieke wegen)       | Fernand Charron    | Panhard          | verslag |
| 1 juli                  | Italië           | Padua-Vicenza-Bassano-Treviso-Padua   | Publieke wegen                     | Vincenzo Lancia    | Fiat             | verslag |
| 1 juli                  | Frankrijk        | Criterium van Provence                | Salon-Arles-Salon (Publieke wegen) | Camille Jenatzy    | Bolide           | verslag |
| 25, 27-28 juli          | Frankrijk        | Parijs-Toulouse-Parijs                | Publieke wegen                     | "Levegh"           | Mors             | verslag |
| 29 juli                 | Duitsland        | Circuitrace Frankfurt                 | Oberforsthaus                      | Richard Benz       | Benz             | verslag |
| 30 augustus-2 september | Duitsland        | Berlijn-Aken                          | Publieke wegen                     | Kraeutler          | Peugeot          | verslag |
| 10 september            | Italië           | Coppa Brescia                         | Publieke wegen                     | Alberto Franchetti | Panhard Levassor | verslag |

1894 · 1895 · 1896 · 1897 · 1898 · 1899 · 1900 · 1901 · 1902 · 1903 · 1904 · 1905 · 1906 · 1907 · 1908 · 1909 · 1910 · 1911 · 1912 · 1913 · 1914 · 1915 · 1916 · Eerste Wereldoorlog · 1919 · 1920 · 1921 · 1922 · 1923 · 1924 · 1925 · 1926 · 1927 · 1928 · 1929 · 1930 · 1931 · 1932 · 1933 · 1934 · 1935 · 1936 · 1937 · 1938 · 1939 · 1940-1945 (Tweede Wereldoorlog) · 1946 · 1947 · 1948 · 1949 
 Lijst van Grand Prix-wedstrijden voor 1950